# Våckelbergstjärnarna (Envikens socken, Dalarna, 675306-149641)
Våckelbergstjärnarna är en sjö i Falu kommun i Dalarna och ingår i Dalälvens huvudavrinningsområde.